# Sivan Rahav-Meir
Pour les articles homonymes, voir Meir.
 (mars 2017).
Si vous disposez d'ouvrages ou d'articles de référence ou si vous connaissez des sites web de qualité traitant du thème abordé ici, merci de compléter l'article en donnant les références utiles à sa vérifiabilité et en les liant à la section « Notes et références ».
Sivan Esther Rahav-Meir (née le 2 juillet 1981) est une journaliste, reporter, publiciste et présentatrice de télévision et de radio israélienne.

## Biographie
Sivan Rahav est née à Ramat Ha-Sharon. À l'âge de six ans, elle déménage à Herzliya et commence à écrire des articles dans des journaux pour enfants. Quand elle avait huit ans,  elle est diagnostiquée comme une enfant douée[réf. nécessaire], et étudie dans des projets d'apprentissage pour enfants doués. Elle anima des programmes de télévision sur la chaîne éducative et fut aussi reporter de la jeunesse dans deux journaux. En tant que reporter de la jeunesse, elle a interviewé alors le Premier ministre israélien Yitzhak Rabin, et le ministre des Affaires étrangères Shimon Peres.

À 17 ans, elle publie son premier livre : Guide pour un jeune journaliste. À l'âge de 18 ans, elle obtient sa licence de sciences politiques et de gestion à l'université de Tel Aviv. Durant ses études à l'université,  elle fait techouva, à la suite de la lecture de livres de Yeshayahou Leibowitz, de Nehama Leibowitz, du rabbin Joseph B. Soloveitchik et du Rav Kook.

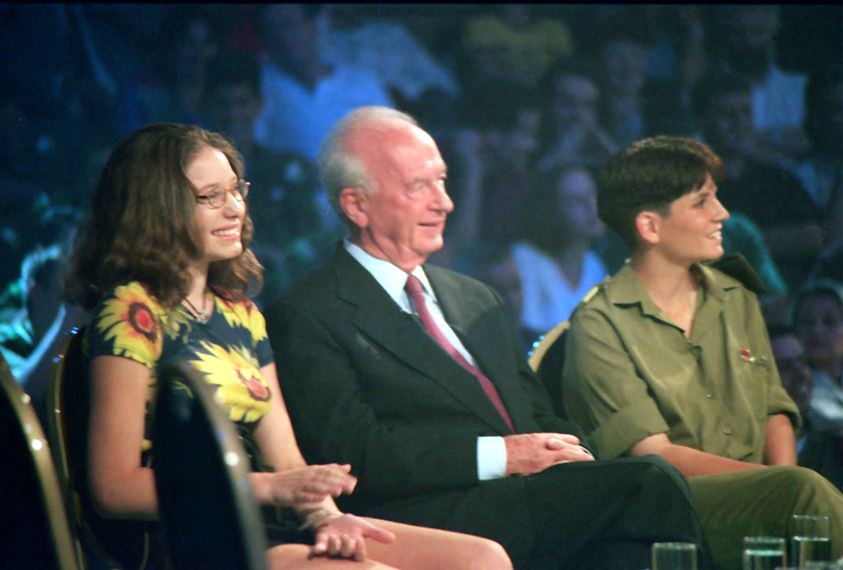
Sivan Rahav-Meir (à gauche) à l'âge de 14 ans, avec Yitzhak Rabin en l'honneur de la nouvelle année hébraïque en septembre 1995

Elle effectue son service militaire au sein du service de la radio militaire : Galeï Tsahal. À la fin de son service en 2002, elle entre à Aroutz 2.
En 2003, elle se marie au journaliste Yedidya Meir. En 2005, elle publiera avec lui un livre d'entretiens avec des personnalités israéliennes sur l'expulsion des Juifs du Gouch Katif.
Parmi les personnalités qu'elle a interviewées, on compte Sara Netanyahou, Morris Talansky, le rabbin Ovadia Yosef, Anat Kam, Arcadi Gaydamak, Lev Leviev et Shula Zaken. Elle a aussi révélé le mariage de Yigal Amir avec son épouse.
Elle anime une émission hebdomadaire avec son mari sur Galeï Tsahal, et écrit une chronique hebdomadaire dans le quotidien populaire Yediot Aharonot.
Depuis septembre 2015, elle transmet deux cours hebdomadaires sur la Torah, à Jérusalem et Tel-Aviv. Ces cours sont diffusés sur Internet et celui de Jérusalem est même retransmis à la radio Galeï Israël. A l'issue de sa 1ère année de diffusion, le cours de Jérusalem a accueilli le président israélien Reuven Rivlin. En février 2016, elle a été sélectionnée dans un sondage comme la personnalité Facebook préférée des sionistes-religieux en Israël. Son mari était juste derrière elle.

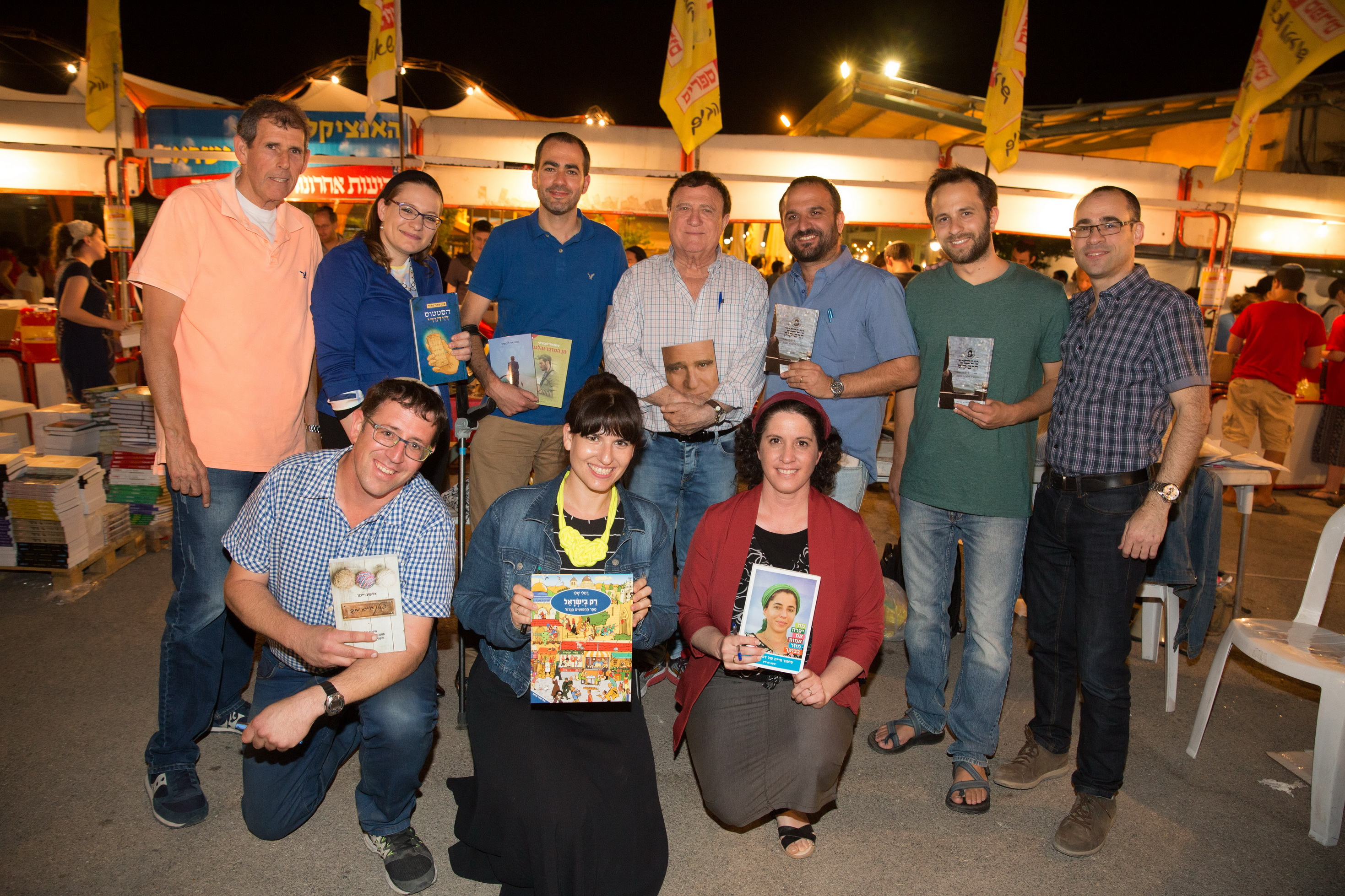
Rahav-Meir avec les auteurs de Yedioth Books, foire de la semaine du livre hébraïque au complexe de la gare de Jérusalem, 2017
Ligne arrière: Dov Eichenwald, Sivan Rahav-Meir, Dr. Asael Lubotzky, Yehoram Gaon

En mars 2016, elle remporte l'appel d'offres pour présenter le Concours mondial de la Bible mais renonce quand elle apprend que son prédécesseur Avshalom Kor a appris qu'il ne le présenterait plus par SMS. En avril 2016, elle présente la cérémonie de l'allumage des flambeaux pour le 68e Jour de l'Indépendance.
En 2016, elle publie aussi un livre, הסטטוס היהודי (Le Statut juif), compilant commentaire sur la Parasha, la modernité et l' actualité, dans l'esprit de ses cours.
Elle vit à Jérusalem avec son mari et leurs cinq enfants.